# Glacier Bight
Die Glacier Bight ist eine 35 km breite und schiffbare Bucht im Norden der Thurston-Insel vor der Eights-Küste des westantarktischen Ellsworthlands. Sie liegt zwischen der Hughes- und der Noville-Halbinsel.
Ihre Position wurde erstmals anhand von Luftaufnahmen der United States Navy während der Operation Highjump (1946–1947) bestimmt. Das Advisory Committee on Antarctic Names benannte sie nach dem Eisbrecher USS Glacier, mit dem im Februar 1960 erstmals die Annäherung an diese Küstenregion der Thurston-Insel gelang.